# 14382 Woszczyk
14382 Woszczyk è un asteroide della fascia principale. Scoperto nel 1990, presenta un'orbita caratterizzata da un semiasse maggiore pari a 2,9008788 UA e da un'eccentricità di 0,0552318, inclinata di 1,43147° rispetto all'eclittica.